# Cidariophanes ornata
Cidariophanes ornata är en fjärilsart som beskrevs av W. Warren 1907. Cidariophanes ornata ingår i släktet Cidariophanes och familjen mätare. Inga underarter finns listade i Catalogue of Life.